# U 268
U 268  war ein U-Boot des „Atlantikboot“ genannten Typs VII C, das von der Kriegsmarine während des Zweiten Weltkriegs im Nordatlantik eingesetzt wurde.

## Bau und Technische Daten
Die 1938 als Tochterunternehmen des Bremer Vulkan gegründete Vegesacker Werft baute u. a. insgesamt 74 U-Boote für die Kriegsmarine. Bereits vor Kriegsbeginn Anfang September 1939 erhielt die Werft einen Auftrag zum Bau von 15 Booten des Typs VII C.
Die zwei Dieselmotoren ermöglichten bei Überwasserfahrt eine Geschwindigkeit von 17 Knoten (31,6 km/h). Ein Typ VII C-Boot hatte damit eine maximale Reichweite von 6500 sm. Auf Tauchfahrt kamen üblicherweise die beiden je 375 PS starken Elektromotoren zum Einsatz, die bis zu 7,6 Knoten Fahrt gewährleisteten. Als Bootszeichen wählte die Besatzung von U 268 ein abtauchendes U-Boot vor einem Hufeisen.

## Kommandant
Ernst Heydemann wurde am 20. Juni 1916 in Güstrow geboren und trat 1936 in die Kriegsmarine ein. Er war somit Angehöriger der Crew 36, des Offiziersjahrgangs dieses Jahres. Bei Kriegsbeginn fuhr er als Wachoffizier (WO) auf dem U-Bootbegleitschiff Donau. Seine U-Bootausbildung absolvierte Ernst Heydemann im Sommer 1940, anschließend diente er für einen Monat als 1. WO auf dem Ausbildungsboot U 142 und dann auf U 141, auf dem er drei Feindfahrten absolvierte. Im Oktober 1940 wurde Ernst Heydemann zum Oberleutnant zur See befördert. Bis Mai 1942 war er Kommandant des Schulbootes U 17. Im Anschluss an seinen Kommandantenlehrgang übernahm Ernst Heydemann am 29. Juli 1942 das Kommando auf U 268.

## Geschichte
Bis zum 31. Januar 1943 war U 268 der 8. U-Flottille unterstellt. Das Boot war in dieser Zeit in Danzig stationiert und Kommandant Heydemann unternahm zum Training der Besatzung und zum Einfahren des Bootes Ausbildungsfahrten in der Ostsee. Am 10. Januar 1943 lief das Boot vom norwegischen Bergen aus zu seiner einzigen Unternehmung aus. Das Operationsgebiet war der Nordatlantik, insbesondere das Seegebiet um Irland.

### U-BootgruppeHabicht
Im Januar 1943 patrouillierte die U-Bootgruppe Falke so ergebnislos südöstlich von Grönland, dass der Stabschef des BdU, Eberhard Godt äußerte, seiner Ansicht nach seien U-Boote generell ungeeignet, Geleitzüge zu finden. Zur Mitte des Monats wurden aus den Falke-Booten, die noch ausreichend Treibstoff hatten und neu im Seegebiet eingetroffenen Booten die U-Bootgruppe Habicht gebildet, die nach den Maßgaben der von Karl Dönitz entwickelten Rudeltaktik das Gefecht mit alliierten Geleitzügen suchen sollte. U 268 wurde dieser U-Bootgruppe zugeteilt. Am 17. Januar meldete Kommandant Heydemann einen ostwärts laufenden HX-Geleitzug. HX 222 wurde von drei Zerstörern und fünf Korvetten geschützt und lief so nahe südlich an Island vorbei, dass die dort stationierten alliierten Luftstreitkräfte im Fall eines Angriffs auf den Konvoi schnell zu Hilfe eilen konnten. Daher gestattete die U-Bootführung Heydemann zwar den Angriff, untersagte aber – entgegen der Prinzipien der Rudeltaktik – den anderen Booten der U-Bootgruppe Habicht, einzugreifen. Kommandant Heydemann torpedierte das größte Ziel, das er ausmachen konnte: Das Walfang-Fabrikschiff Vestfold.
- 17. Januar 1943 panamaisches Walfangschiff Vestfold mit 14.547 BRT versenkt

Die Vestfold transportierte drei Panzer-Landefahrzeuge, sogenannte LCT, die mit dem Walfang-Mutterschiff versanken. Diese gehörten zu einer Lieferung, die im Rahmen des Leih- und Pachtgesetzes aus den USA nach Großbritannien gebracht werden sollte. Die Versenkungen der drei LCT wurden ebenfalls Heydemann angerechnet.
Dies blieb der einzige Erfolg der koordinierten U-Bootunternehmungen der Kriegsmarine in der ersten Hälfte des Januar 1943. Die eigentlich in diesem Seegebiet erwarteten ONS-Geleitzüge hatten die U-Bootgruppen Falke und Habicht aber nicht gefunden. Am 19. Januar wurden Falke und Habicht aufgelöst und aus den Booten, die noch über entsprechenden Treibstoff verfügten, und neu hinzugekommenen, zwei neue U-Bootgruppen gebildet: Haudegen und Landsknecht. U 268 wurde der U-Bootgruppe Haudegen zugeteilt.

## Versenkung
Am 9. Februar musste sich U 268 aus der U-Bootgruppe Haudegen lösen und wegen Treibstoffmangels Kurs auf die nordfranzösische Atlantikküste nehmen. Seit dem 1. Februar war das Boot der 1. U-Flottille unterstellt, die in Brest stationiert war. In der Nacht zum 19. Februar spürte eine Vickers Wellington das Boot in der Biskaya mit Radar auf. Es gelang dem Piloten des britischen Kampfflugzeugs, sich dem U-Boot auf 400 Meter zu nähern, dann erfasste er es im Lichtkegel seines Leigh lights. Anschließend versenkte er U 268 mit vier gut platzierten Wasserbomben.